# Vishnudevananda
Dieser Artikel wurde in der Qualitätssicherung Religion eingetragen. Hilf mit, die inhaltlichen Mängel dieses Artikels zu beseitigen, und beteilige dich an der Diskussion.

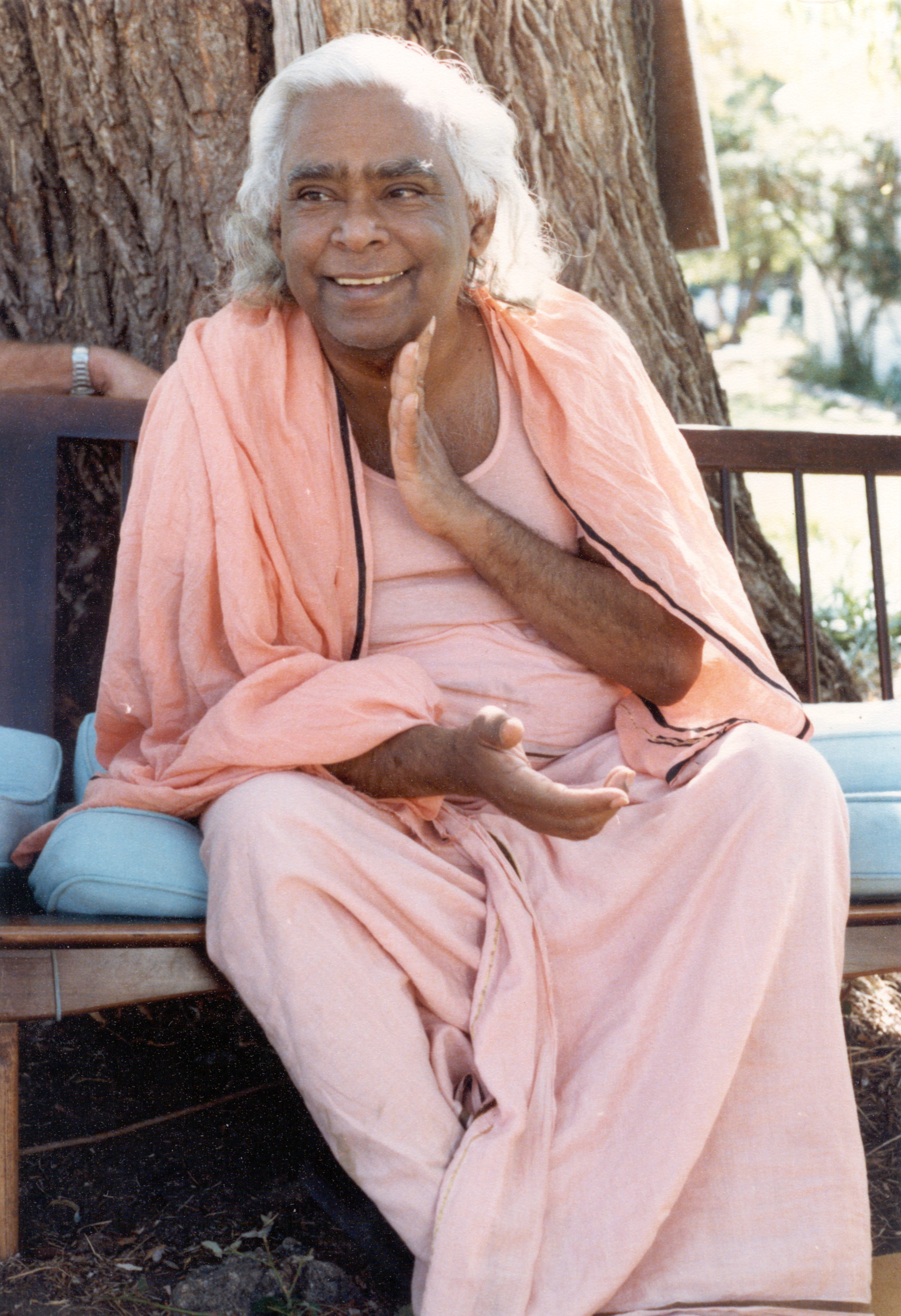
Vishnudevananda

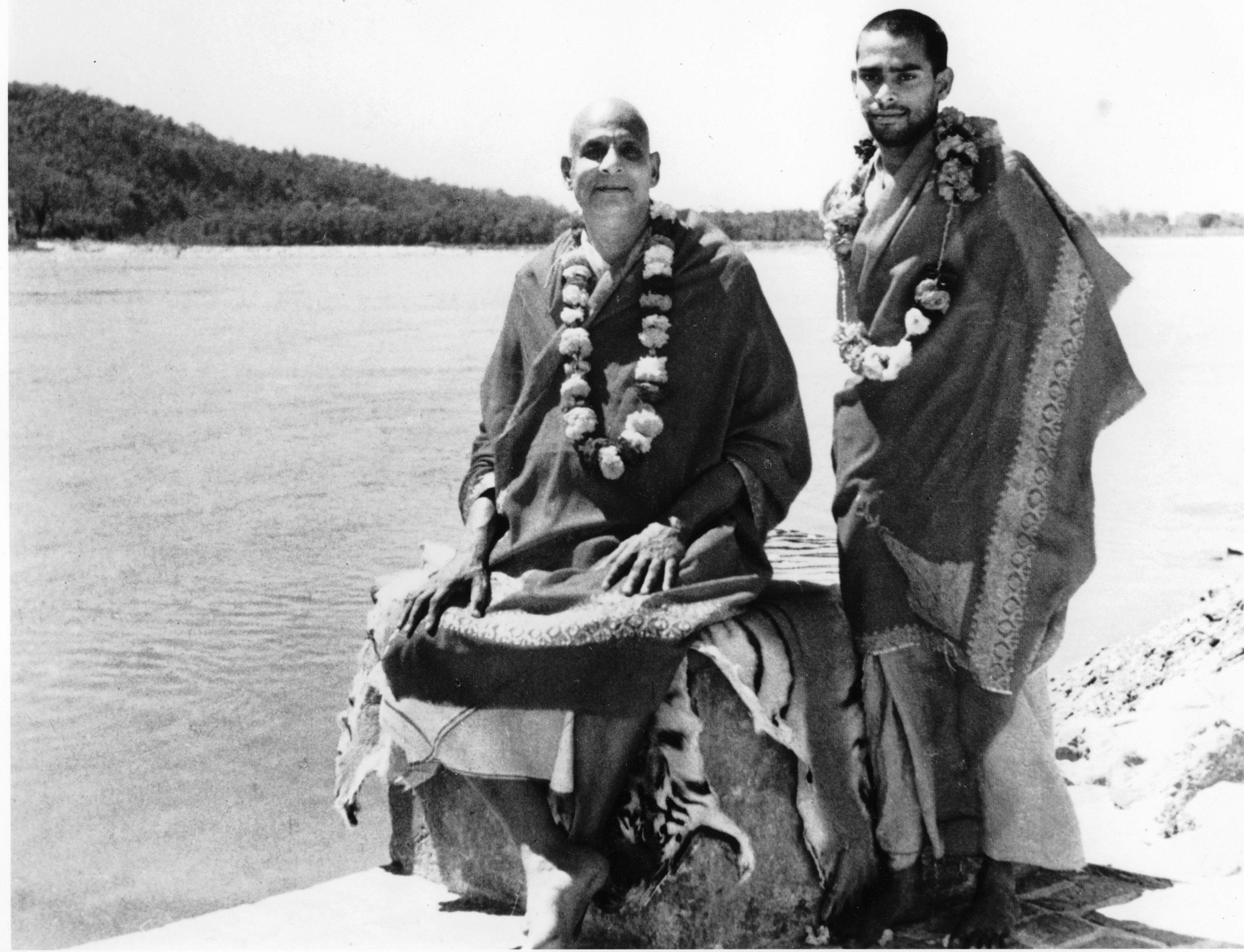
Sivananda und Vishnudevananda am Ganges

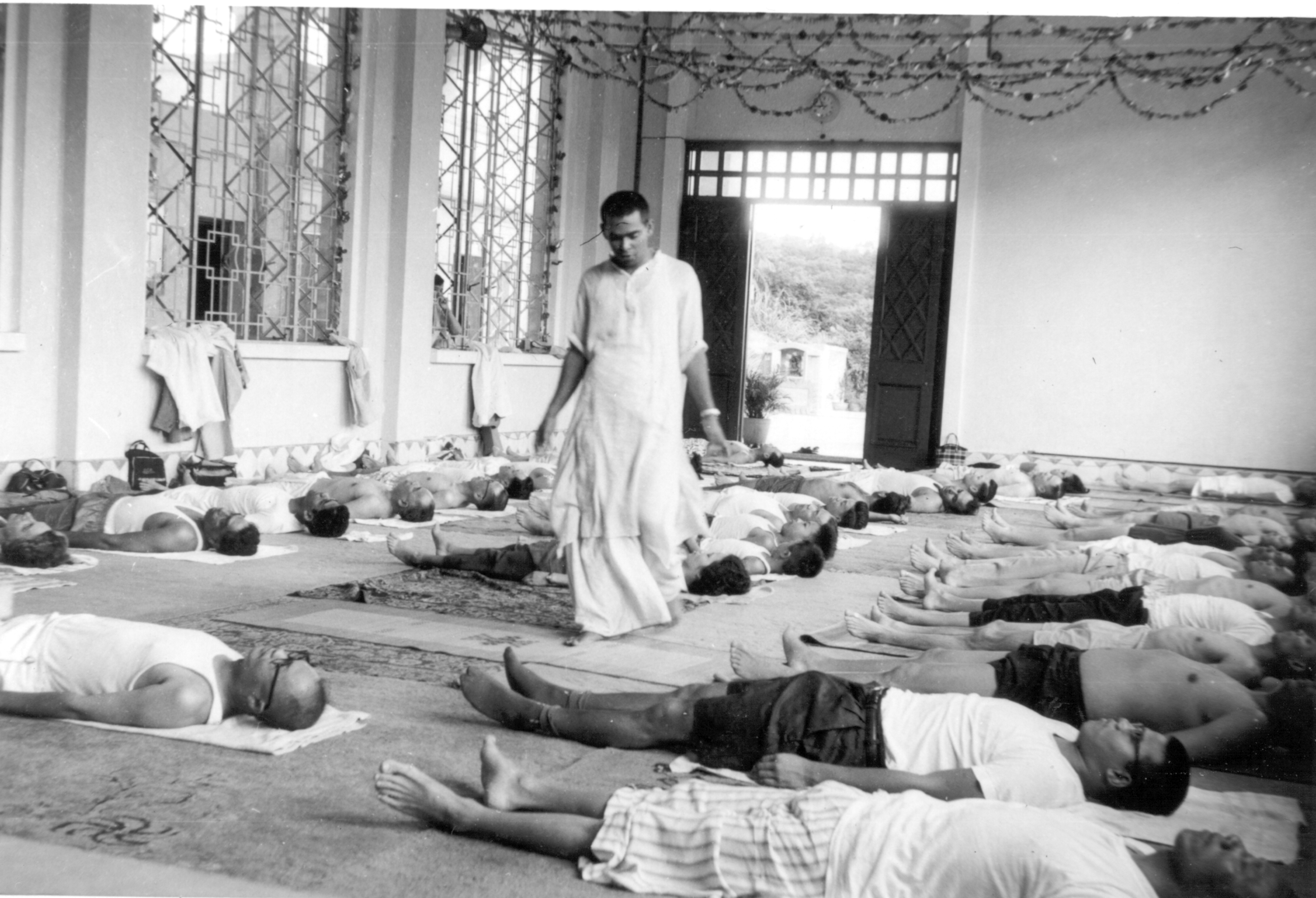
Vishnudevananda beim Unterrichten

Vishnudevananda Saraswati (* 31. Dezember 1927 als Kuttan Nair in Kanimangalam, Kerala; † 9. November 1993 in Mangaluru, im Bundesstaat Karnataka) war ein Schüler von Sivananda Saraswati und Gründer, nach Eigenbekundung 1957, der Internationalen Sivananda Yoga Vedanta Zentren, einem Yogaanbieter, der neo-hinduistischen Lehren verbreitet. Er entwickelte die vierwöchige Sivananda Yogalehrerausbildung, die als das erste kommodifizierte Yogalehrer-Trainingsprogramm im Westen gilt. Nach Angaben der Sivananda Yoga Zentren haben bisher (Stand: 2022) über 50.000 Menschen diesen Lehrgang absolviert. Die von Vishnudevananda verfassten Bücher Das große illustrierte Yogabuch (1959) und Meditation und Mantras (1978) werden in den Yogaausbildungen als Lehrwerke genutzt.

## Jugend
Vishnudevananda wurde in Kerala, einem Bundesstaat in Südindien, am 31. Dezember 1927 mit dem Namen Kuttan geboren. Seine Familie gehörte der Nair-Kaste an. Sein Vater war ein Brahmane namens Panchanatham.
Während seiner kurzen Laufbahn in der indischen Armee bekam er durch Zufall einen Handzettel von Sivananda Saraswati mit dem Titel Sadhana Tattwa (spirituelle Anleitungen) in die Hände. Was ihn darin besonders ansprach, waren die Worte: „Ein Gramm Praxis ist mehr wert als eine Tonne Theorie. Praktiziere Yoga, Religion und Philosophie im Alltag und erlange Selbstverwirklichung.“ Die Einfachheit und Direktheit dieser Botschaft beeindruckten ihn so sehr, dass Vishnudevananda kurz darauf einen 36-stündigen Ausgang nutzte, um nach Rishikesh zu reisen und Sivananda kennenzulernen. Der kurze Aufenthalt bewegte ihn so sehr, dass er so bald als möglich wiederkommen wollte.

## Lehrjahre
Im Alter von 20 Jahren trat Vishnudevananda 1947 in den Sivananda Ashram (Divine Life Society) in Rishikesh ein. Er wurde Sannyasin (Mönch mit dem Titel Swami) und Lehrer für Hatha Yoga in der Yoga Vedanta Forest Academy, ein Teil des Sivananda Ashram. Dort unterrichtete er sowohl indische als auch westliche Schüler. Unterdessen vertiefte er seine eigene Praxis und wurde ein Meister fortgeschrittener Hatha-Yoga-Techniken. Auf die Frage, wie es ihm gelungen sei, diese uralten Praktiken, die zum Teil schon lange in Vergessenheit geraten waren, zu solcher Vollendung zu bringen, antwortete Vishnudevananda: „Mein Meister hat mit seiner Berührung das Auge meiner Intuition geöffnet. All mein in früheren Leben erworbenes Wissen ist zu mir zurückgekehrt“. Er lebte und arbeitete zehn Jahre lang unter der direkten spirituellen Anleitung von Sivananda.

## Zentren und Ashrams
Vishnudevananda gründete 1959 das erste Sivananda Yoga Vedanta Zentrum in Montreal und ein Seminar- und Retreathaus in Val Morin, Kanada in den laurentinischen Bergen, das Sivananda Ashram Yoga Camp. In den von ihm gegründeten Seminarhäusern bot er ab 1961 Yoga-Urlaube an, die neben den Yogakursen und -ausbildungen schon bald zu einer wichtigen Einnahmequelle für die Organisation wurden.
Es folgten weitere Retreathäuser: 1967 eröffnete Vishnudevananda das Sivananda Ashram Yoga Retreat auf Paradise Island, Bahamas. Vishnudevananda gab an diesen Ort gewählt zu haben, da er dort die Energie eines ehemaligen Atlantis-Tempels spürte, auf dem der Ashram errichtet worden sei. Im August 1971 wurde die Sivananda Ashram Yoga Farm in Grass Valley (Kalifornien) gegründet. Vishnudevananda eröffnete einen Ashram in Woodbourne (New York), in den Catskill Mountains, die Sivananda Yoga Ranch. Im Februar 1978 eröffnete Vishnudevananda den Sivananda Yoga Vedanta Dhawanthari Ashram in Neyyar Dam, in der Nähe von Thiruvananthapuram in Kerala, Südindien. Ein weiterer Ashram im Himalaya, das Sivananda Kutir, wurde in Netala bei Uttarkashi gegründet. Er liegt am Ufer des Ganges und wurde nach Vishnudevanandas Tod als Ort für sein Jalasamadhi (rituelle Wasserbestattung) gewählt.
1972 wurde in Wien das erste Sivananda Yoga-Vedanta-Zentrum in Europa eröffnet. Weitere Zentren und Ashrams in Europa folgten, unter anderem Zentren in Berlin und München. Heute umfasst die von Vishnudevananda gegründete Organisation neun Ashrams und 19 Zentren, die rund um die Welt verstreut sind. Darüber hinaus gibt es angegliederte Zentren, die in einer Art Franchise-Abkommen geführt werden.
Die Organisation gibt vor Gewaltlosigkeit, Wahrhaftigkeit, Bescheidenheit und Verzicht auf Materielles zu vermitteln. Daher sahen es viele Yogis als Bruch dieser Tradition, dass „Swami Durgananda“ (Brigitte Fletcher) bis zum Herbst 2019 in einer 400-Quadratmeter-Villa mit Wellnessbereich und Panoramasauna in der Nähe des Ashrams bei Kitzbühel gelebt haben soll. Laut Vermieter war die Villa durch die Ashram-Leitung in 2016 für 12000 Euro pro Monat angemietet worden.
Ehemalige Mitarbeitende beschreiben den Tagesablauf in den Zentren als „klosterartig“ und „arbeitsreich“. Von 5:30 Uhr bis oft gegen 23 Uhr bleibe zwischen Kochen, Putzen, Yoga-Unterricht, Rezeptionsbetreuung und Büroarbeit kaum Zeit zum Ausruhen. Die Arbeit sei unbezahlt. Kontakte zur Außenwelt, Freunden oder Familie seien unerwünscht. Auch hätten sie zum Teil weder ein eigenes Zimmer, noch eine Kranken- oder Sozialversicherung gehabt.

## Vermächtnis
Vishnudevananda starb am 9. November 1993 in Indien. Der Körper wurde in der Nähe von Gangotri, Indien in den Fluss Ganges übergeben. Diese Form der Wasserbestattung heißt Jalasamadhi und gilt in einigen hinduistischen Glaubensformen als erstrebenswert.
Vishnudevananda war eine Schlüsselfigur in der Popularisierung des modernen Yoga in den 1970–90er Jahren in Nordamerika und den USA. Die von ihm verbreitete Methode versteht sich als klassisches Hatha Yoga, verbindet aber vor allem neo-hinduistische und neo-vedantische Elemente mit New Age Spiritualität. Die von ihm unterrichtete Hatha Yoga Praxis nimmt Bezug auf die sogenannte Rishikesh-Reihe, die aus ausgewählten Yoga-Grundhaltungen besteht. In der von Vishnudevananda popularisierten Asana-Reihe sind 12 Grundhaltungen beschrieben:
- Kopfstand (Shirshasana)
- Schulterstand (Sarvangasana)
- Pflug (Halasana)
- Fisch (Matsyasana)
- Sitzende Vorwärtsbeuge (Paschimothanasana)
- Kobra (Bhujangasana)
- Heuschrecke (Salabhasana)
- Bogen (Dhanurasana)
- Drehsitz (Ardha Matsyendrasana)
- Krähe (Kakasana)
- Stehende Vorwärtsbeuge (Padha Hasthasana)
- Dreieck (Trikonasana)

Er „entmystifizierte“ das Yoga und bot den Menschen klare und praktische Methoden an, um Spiritualität in ihr Leben zu bringen und Gesundheit, geistige Ausgeglichenheit und inneren Frieden zu erlangen. Nachdem er die Lebensgewohnheiten und Bedürfnisse der Menschen im Westen genau beobachtet hatte, fasste Vishnudevananda die klassische Wissenschaft des Yoga in fünf Grundprinzipien für körperliche und geistige Gesundheit zusammen, die jeder innerhalb seines eigenen Lebensstils anwenden konnte. Alle Aktivitäten der Internationalen Sivananda Yoga Vedanta Zentren sind auf diesen fünf Prinzipien aufgebaut: Richtige Körperübungen, richtige Atmung, richtige Entspannung, richtige Ernährung, positives Denken und Meditation. Vishnudevanandas Motto war: „Gesundheit ist Reichtum. Geistiger Frieden ist Glück. Yoga zeigt den Weg.“
Die von Vishnudevananda gegründeten internationalen Sivananda-Yoga-Vedanta-Zentren und Ashrams ist eine der größten Ausbildungsinstitution für Yogalehrer weltweit und hat seit der ersten Sivananda-Yoga-Lehrerausbildung 1969 mehr als 37.000 Lehrer ausgebildet. Einer seiner Schüler ist Sukadev Bretz, der Gründer von Yoga Vidya.
Neben seiner unermüdlichen Arbeit für den Weltfrieden und intensivem Unterrichten als Hatha und Raja Yoga Meister, ist Vishnudevananda für seine Bücher Das große illustrierte Yogabuch und Meditation und Mantras bekannt. Er verfasste einen Kommentar zur Hatha Yoga Pradipika (eine klassische Yogaschrift des 15. Jahrhunderts) und ist die Inspiration hinter dem Buch Yoga der Internationalen Sivananda-Yoga-Vedanta-Zentren.

## Anschuldigungen
Am 10. Dezember 2019 veröffentlichte Julie Salter, ehemalige Assistentin von Vishnudevananda in seinen letzten elf Lebensjahren, auf Facebook Vorwürfe gegen Vishnudevananda. Sie warf ihm unter anderem Machtmissbrauch, emotionalen Missbrauch und sexualisierte Gewalt vor. Erst neun Jahre später verließ sie die Organisation. Im Jahr 2003 und 2005 berichtete sie einigen Mitgliedern des Vorstandes von den Vorfällen. Diese reagierten mit einer Mediation, Julie Salter behielt aber trotz einer Abfindung das Gefühl, dass ihre Vorwürfe nicht „als Wahrheit akzeptiert“ worden wären. Erst auf die Vorwürfe auf Facebook und dem daraufhin enormen Druck ihrer Mitglieder über die sozialen Medien, stellte sich der Vorstand dem Thema und veröffentlichten 2020 mehrere Statements, in denen sie sich entschuldigten, die Anschuldigungen nicht ernst genommen zu haben. Gleichzeitig wurde eine unabhängige Untersuchung zu den von Salter und zwei anderen Frauen erhobenen Vorwürfen angekündigt. Diese beiden Frauen gaben in Salters Thread an, dass Vishnudevananda sie sexuell belästigt habe. Der Vorstand versprach daraufhin eine unabhängige Untersuchung. Die Ermittlerin, Marianne Plamondon von Langlois in Montreal, lehnte es ab, sich darüber zu äußern, ob die Ergebnisse der Untersuchung veröffentlicht würden.
Im April 2020 gab der Vorstand an, die Untersuchungen aufgrund der Corona-Pandemie auszusetzen. In der Zwischenzeit hatte sich eine große Gruppe von Interessenten in einer Facebook-Gruppe organisiert, um ihr Mitgefühl mit den Opfern zu teilen und weitere Informationen zu sammeln. Sie nennen ihre Bewegung „Project SATYA“ – Wahrhaftigkeit. Diese Online-Community gab im Februar 2020 eine eigene Untersuchung in Auftrag, da Zweifel an der Tragweite und Glaubwürdigkeit der durch die Sivananda Zentren in Auftrag gegebenen Untersuchung aufkamen.
Im Juni 2020 veröffentlichte Project SATYA einen ersten Bericht, der sich auf Missbrauchs-Anschuldigungen gegen einen ehemaligen Leiter der Organisation, Mahadevananda, fokussierte. Der Bericht kam zu dem Schluss, dass die Anschuldigungen glaubwürdig sind.
Ein zweiter Bericht wurde im August 2020 veröffentlicht und beschäftige sich mit den Anschuldigungen gegen einen weiteren hochrangigen Lehrer in der Organisation, der zum Zeitpunkt der mindestens mir Frühjahr 2020 noch eine leitende Funktion in der Organisation innehatte. Auch dieser Bericht kam zu dem Schluss, dass die Anschuldigungen glaubhaft sind. Die Sivananda Yoga Organisation war aufgrund der aktuellen Anschuldigungen und kanadischen Arbeitsrechts dazu verpflichtet eine eigene Untersuchung durchzuführen. Im März 2022 veröffentlichte die Organisation ein Statement, das sagte der betreffende Lehrer sei bereits im März 2020 von allen Pflichten entbunden worden.
Die Sivananda Organisation hat die Untersuchung nicht wieder aufgenommen, sondern direkt zu den Berichten Stellung genommen und den Frauen eine Mediation bzw. Gespräche angeboten. Im August 2020 veröffentlichte der internationale Vorstand ein weiteres Statement, in dem sie ihre Anteilnahme bekunden und ihre Visionen für die Zukunft beschreiben.
Nach einigen Medienberichten in der internationalen und deutschen Presse gab es noch mehrere Versuche mit den Frauen Kontakt aufzunehmen, ob dies inzwischen der Fall ist, ist im jetzigen Moment noch nicht öffentlich. Über die Anschuldigungen und über die Reaktionen in der Organisation ist im November 2020 durch die Süddeutsche Zeitung ausführlich berichtet worden.

## Werke
- Das große illustrierte Yoga-Buch, Aurum Verlag, 10. Auflage 2007, ISBN 978-3-89901-183-8.
- Meditation und Mantras, 3. Ausgabe, Sivananda Yoga Vedanta Zentrum, München 1997, ISBN 3-930716-00-3.
- Hatha Yoga Pradipika, Kommentar. Sivananda Yoga Vedanta Zentrum, München 1987.
- Karma and Disease